# Fritz Karl Bessel-Hagen
Fritz Karl Bessel-Hagen (* 2. Januar 1856 in Königsberg; † 20. Dezember 1945 in Berlin) war ein deutscher Chirurg. Er war maßgeblich für die Planung des Krankenhauses Westend in Berlin-Charlottenburg verantwortlich und als Professor Gründungsdirektor. Bereits als Medizinstudent war an der Umbettung Immanuel Kants 1880 im Dom zu Königsberg als Chronist mit zwei Schriften beteiligt.

## Leben und Werk
Fritz Karl Bessel-Hagen war ein Sohn des Berliner Stadtkämmerers und späteren Reichstagsabgeordneten Adolf Hermann Wilhelm Hagen. Seine Großväter waren die Königsberger Professoren für Staatsökonomie Carl Heinrich Hagen und für Astronomie Friedrich Wilhelm Bessel, sein Urgroßvater Karl Gottfried Hagen war Universalgelehrter und Diskutant von Immanuel Kant. Sein Bruder Ernst Bessel Hagen war Professor für Angewandte Physik und später Direktor der zweiten Abteilung der Physikalisch-Technischen Reichsanstalt.
Sein Sohn Hermann Hagen (1889–1976) war Geograph, von 1930 bis 1957 erster Bibliotheksdirektor und von 1946 bis 1957 Direktor des Ibero-Amerikanischen Instituts in Berlin. Sein weiterer Sohn Erich Paul Werner Bessel-Hagen (1898–1946) war Professor für Mathematik.
Bessel-Hagen studierte 1876 bis 1881 in Königsberg und Berlin, wurde 1881 Dr. med. in Königsberg, 1882 stellvertretender Assistent an der Universitäts-Frauenklinik in Berlin, darauf Assistent im städtischen Krankenhaus am Friedrichshain, 1884 Assistent der chirurgischen Universitätsklinik zu Berlin und habilitierte sich 1886 in Heidelberg als Privatdozent für Chirurgie und wurde 1889 zum Extraordinarius ernannt. Im Jahr 1888 wurde er zum Mitglied der Leopoldina gewählt. 1891 wurde er Direktor des städtischen Krankenhauses zu Worms unter Beibehaltung seiner Lehraufgaben in Heidelberg. Ab 1897 wurde er Direktor des städtischen Krankenhauses zu Charlottenburg. Bis zu seinem Ruhestand 1922 war er im neu erbauten Krankenhaus Charlottenburg-Westend (heute: DRK Kliniken Berlin-Westend) ärztlicher Direktor, Verwaltungsleiter und Direktor der Chirurgischen Abteilung.
Schon als Student verfasste Hagen einige anatomische Artikel. Aufgrund seiner Fachkompetenz und der engen Beziehung der Familie Hagen zu Kant wurde Fritz Bessel Hagen an der Umbettung Kants im Königsberger Dom persönlich beteiligt. Er fertigte zwei Schriften dieses historischen Ereignisses an.

## Krankenhaus Charlottenburg-Westend
Hagen war schon maßgeblich ab 1899 für die Planung und Ausgestaltung des Charlottenburger Krankenhauses verantwortlich. Er hatte als ein erfahrener Krankenhausdirektor bereits eine genaue Vorstellung, wie solch eine Einrichtung nach den damals neuesten Kenntnissen bez. Hygiene und Keimfreiheit errichtet werden sollte. Erstmals wurden so getrennte OP-Säle und ein neuartiges Belüftungssystem berücksichtigt. 1901 wurde die Projektausführung mit dem Baubeginn dem Regierungsbaumeister Julius Boethke (1864–1917) und insbesondere dem bekannten Krankenhausarchitekten Heino Schmieden übertragen. Bereits 1904 wurden die ersten Patienten im neuen Krankenhaus aufgenommen, das zum Vorbild des modernen Krankenhausbaus wurde.

## Ehrungen
Für die maßgebliche Planung am Bau des Krankenhauses Charlottenburg-Westend verlieh ihm Kaiser Wilhelm II. den Roten Adlerorden.
Fritz Karl Bessel-Hagen wurde 1888 zum Mitglied der Deutschen Akademie der Naturforscher Leopoldina gewählt.

## Schriften
- Die Grabstätte Immanuel Kant’s. In: Ostpreußische Monatsschrift. 1880.
- mit Karl Wilhelm von Kupffer: Der Schädel Immanuel Kant’s. In: Ostpreußische Monatsschrift. 1881.
- Über den medianen Gaumenwulst. In: Berliner Gesellschaft für Anthropologie. 1879.
- Mitteilung über die Entwicklung und die Abnormitäten des menschlichen Occiput. In: Akademie der Wissenschaften zu Berlin. 1879.
- mit Karl Wilhelm von Kupffer: Schädel und Skelette der anthropologischen Sammlung zu Königsberg i. Pr. In: Archiv für Anthropologie. 1880.
- Zur Kritik und Verbesserung der Winkelmessungen am Kopfe, nebst einer Mitteilung über den Verlauf und die Ursachen der normalen Synostose am Schädel. In: Archiv für Anthropologie. 1881.
- Ein ulceröses Sarcom des Jejunum bei einem Kinde. In: Virchow’s Archiv. XCIX, 1885.
- Über die Pathol. des Klumpfusses. In: XIV. Chirurgen-Kongress. 1885.
- Über congenitale Patella-Luxationen. In: Berliner Medizinische Gesellschaft. 1886.
- Über seitliche Luxationen des Daumens. In: Archiv für Chirurgie. 1888.
- Über Defektbildungen an den unteren und oberen Extremitäten. In: Verhandlungen des Naturhistorisch-medizinischen Vereins zu Heidelberg. 1889.
- Die Ätiologie und Pathogenese des Klumpfusses. Heidelberg 1889.
- Über einen Fall von Laryngofissur mit Exstirpation eines Rundzellensarkoms unterhalb der Stimmbänder. In: Naturforscher-Versammlung. 1889.
- Über Knochen- und Gelenkanomalien, insbesondere bei partiellem Riesenwuchs und bei multiplen cartilaginären Exostosen. In: Archiv für Chirurgie. 1890.